# Prefettura di Mohammedia
La prefettura di Mohammedia è una delle prefetture del Marocco, parte della Regione della Casablanca-Settat.

## Geografia antropica

### Suddivisioni amministrative
La prefettura di Mohammedia conta 2 municipalità e 4 comuni:

#### Municipalità
- Ain Harrouda
- Mohammedia

#### Comuni
- Beni Yakhlef
- Ech-Challalate
- Sidi Moussa Ben Ali
- Sidi Moussa Majdoub